# Ках (річка)
Ках (рос. Ках) — невелика річка на Кольському півострові, протікає територією Мончегорського та Оленегорського міських округів та Кольського району Мурманської області, Росія. Належить до басейну річки Кола.
Річка бере початок з невеликого видовженого із заходу на схід озера на південно-західному підніжжі гори Ведмежа Тундра. Протікає у верхній течії на південний схід, у середній течії — на схід, а нижня течія спрямована на північний схід. Впадає до озера Колозера, в його південній частині, де вершина озера була перекрита греблею. Русло нешироке, береги заліснені та болотисті. На всьому протязі протікає через озера — їх 11, найбільшим з яких є озера Сухе та Кахозеро.